# Paraleptynia catastates
Paraleptynia catastates är en insektsart som först beskrevs av Rehn, J.A.G. 1907.  Paraleptynia catastates ingår i släktet Paraleptynia och familjen Heteronemiidae. Inga underarter finns listade i Catalogue of Life.